# Tenuta Colombara
La Tenuta Colombara è una cascina localizzata nel comune di Livorno Ferraris, in provincia di Vercelli, edificata intorno al 1400.
Oggi è sede didattica distaccata dell'Università degli Studi di Scienze Gastronomiche di Pollenzo, sede produttiva di Riso Acquerello e sede del Conservatorio del Riso, museo dedicato alla cultura risicola del vercellese visitabile su prenotazione.

## Storia
Conosciuta già dal 1298 come ostello per viandanti, nel 1571 viene avviata la coltivazione risicola, e la chiesa della Tenuta diviene parrocchia. Negli anni si sviluppa una comunità di persone intorno alla cascina, dove erano presenti abitazioni, osterie, botteghe, una scuola, il campo santo e tutto il necessario per vivere con la propria famiglia, compreso un seggio elettorale.
Tra il 1875 e il 1898 la Tenuta viene ampliata e parzialmente ricostruita, in particolare vengono costruite le due torri poste all'inizio del viale alberato.

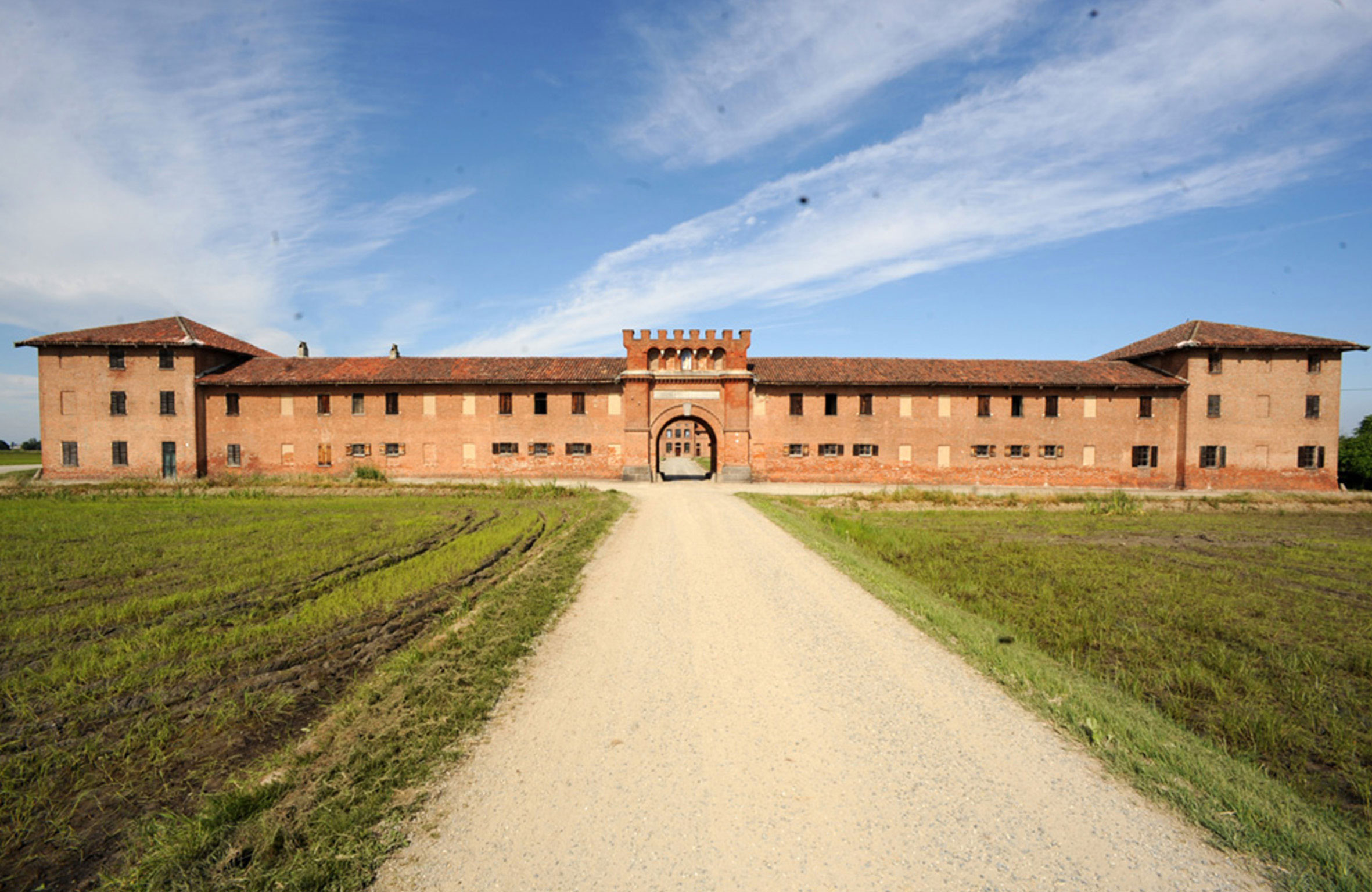
Facciata frontale esterna della Tenuta Colombara (Livorno Ferraris)

Storicamente di proprietà di diverse famiglie di rami cadetti dei Savoia, nel 1868 viene acquistata dalla famiglia biellese dei Magnani. Nel 1935 la cascina viene acquistata da Cesare Rondolino, che ne diventa il terzo proprietario storico.
Dal 2016 è possibile effettuare una visita virtuale di tutti gli ambienti della cascina attraverso il Google Virtual Tour.

## Il Conservatorio della Risicoltura

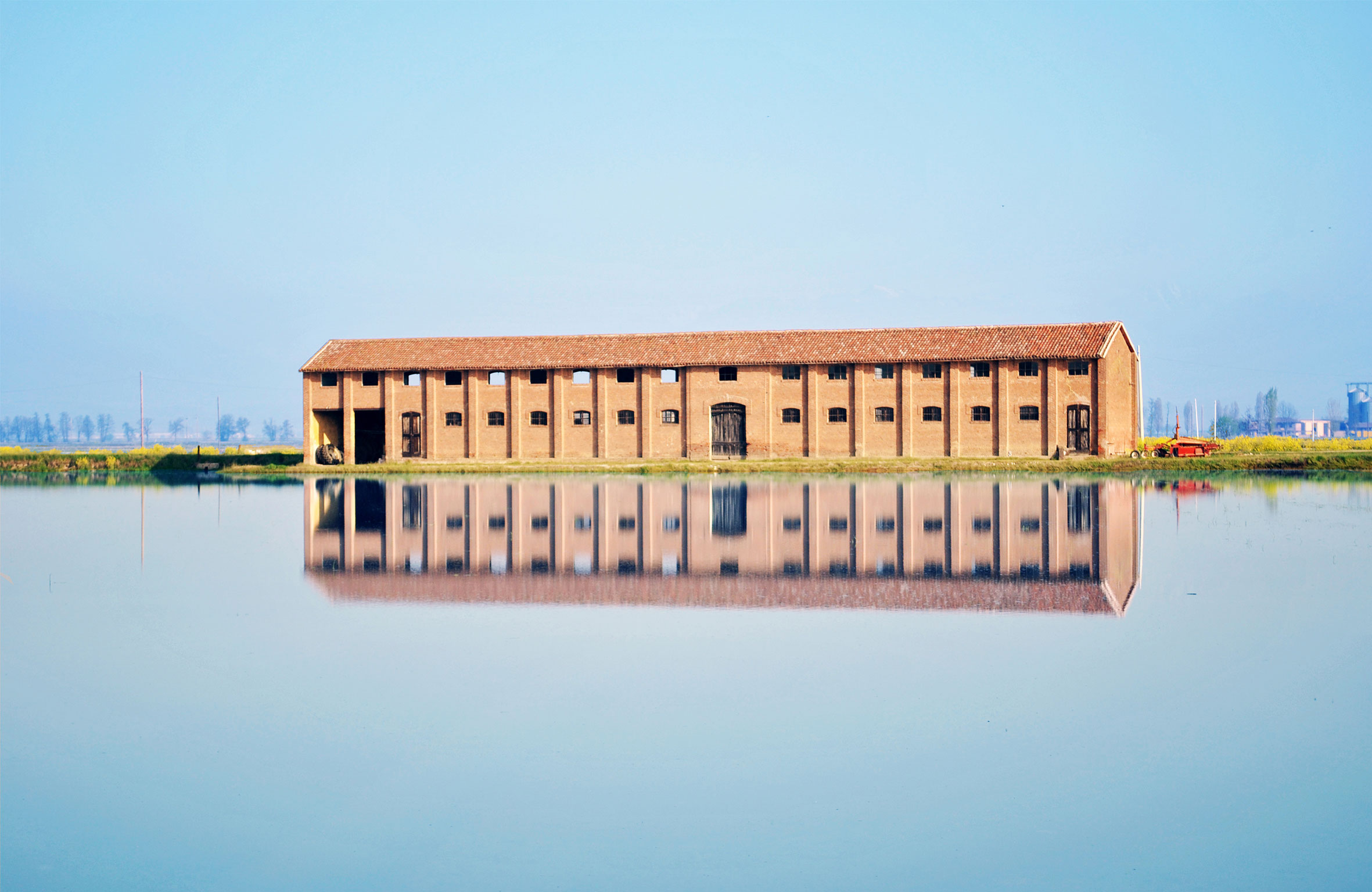
Dormitorio delle mondine (esterno) presso la Tenuta Colombara (Livorno Ferraris)

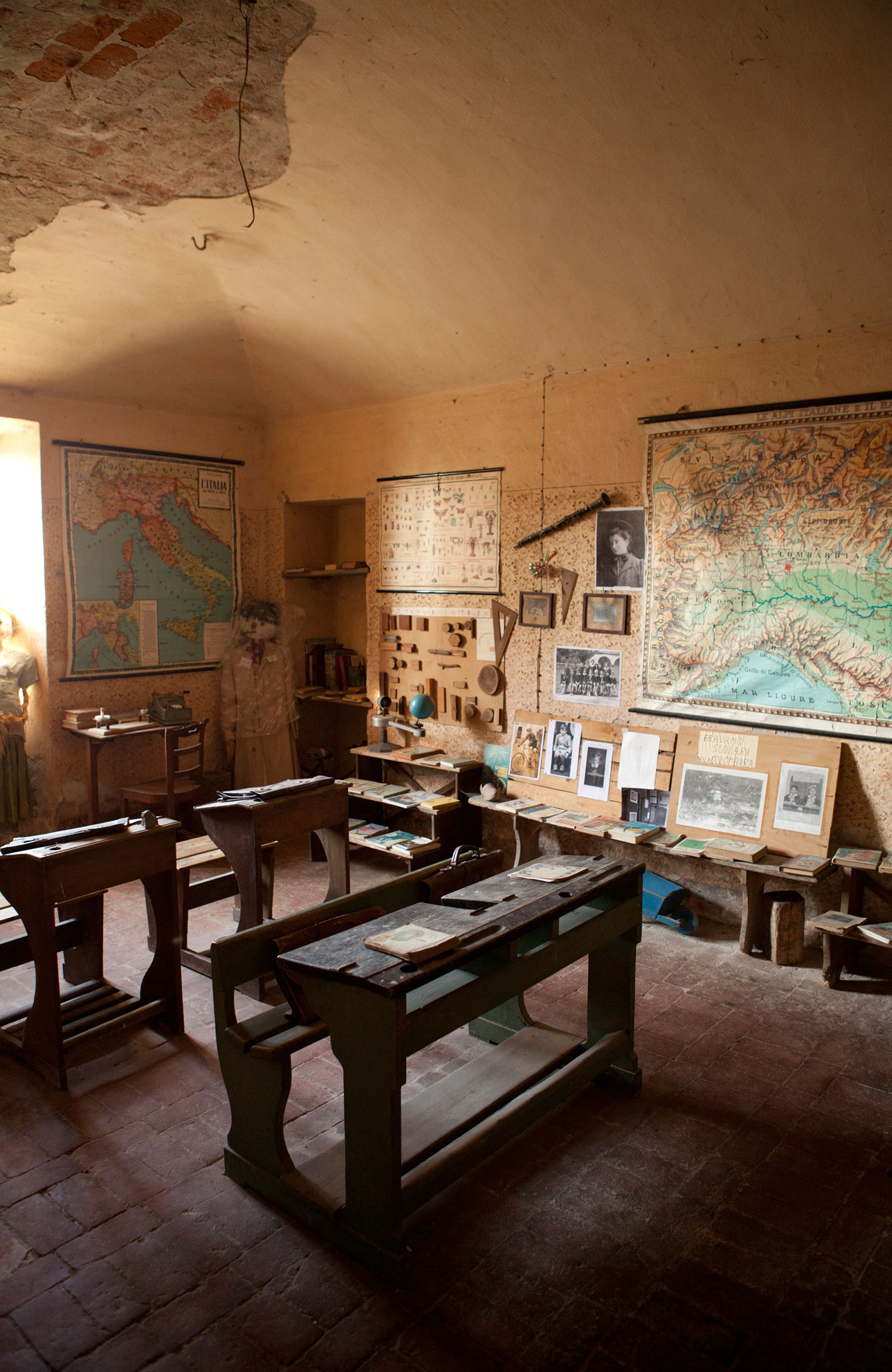
L'ambiente scolastico ricreato nel Conservatorio del Riso, presso la Tenuta Colombara (Livorno Ferraris)

Il Conservatorio del Risicoltura, noto anche come Ecomuseo, nasce su impulso della famiglia Rondolino, di enti locali e della cittadinanza di Livorno Ferraris come luogo di memoria e testimonianza della cultura risicola del territorio. 
Il conservatorio è composto da due parti principali, il dormitorio delle mondine, e alcune stanze della cascina dove sono state ricreati gli ambienti di vita di una riseria di metà novecento. All'interno dei diversi ambienti, tra cui cucina, camera da letto, aula scolastica, laboratori del fabbro, maniscalco e mugnaio, sono esposti oggetti e attrezzature d'epoca donati e catalogati dalla cittadinanza.

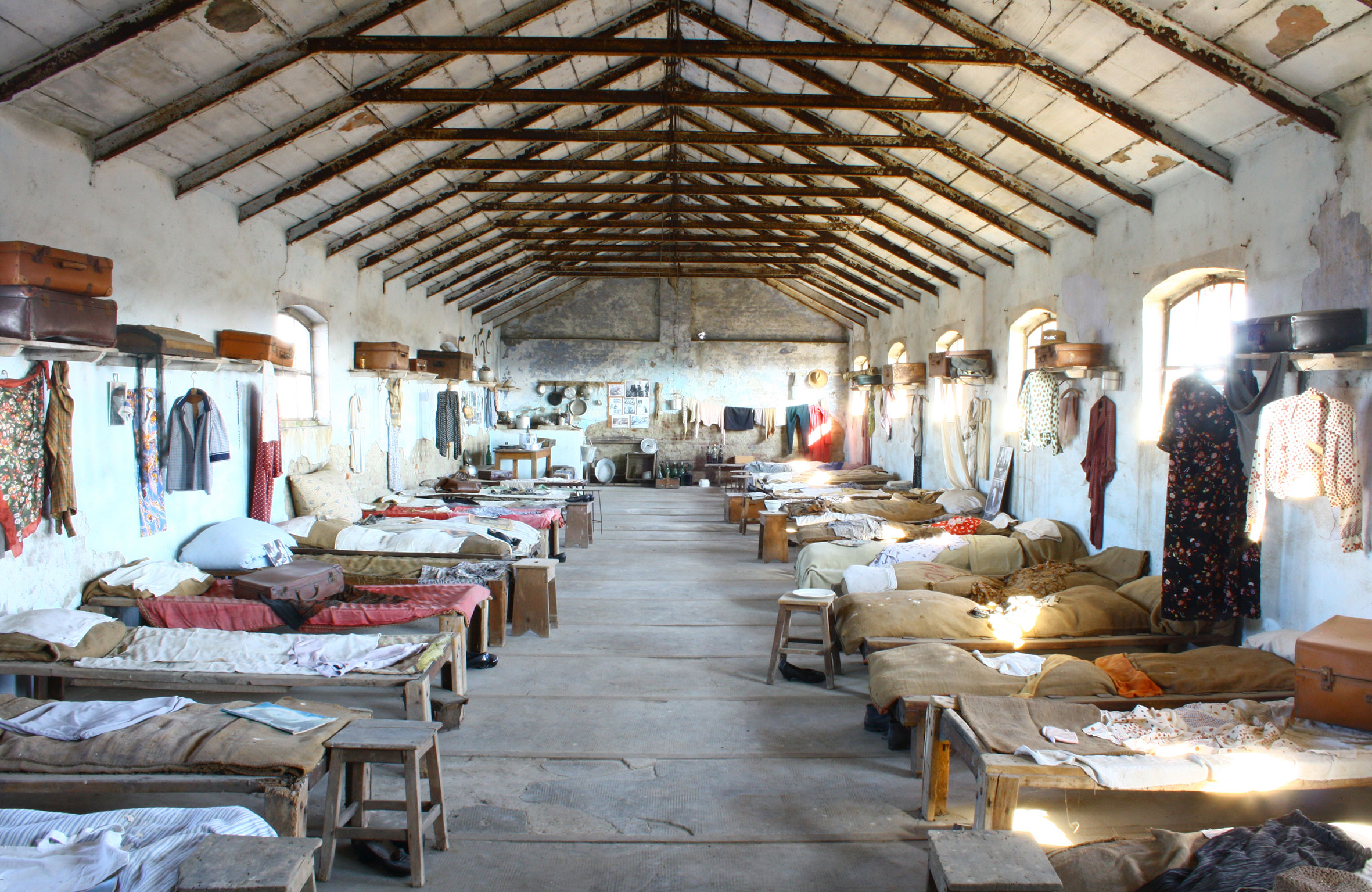
Vista interna del primo piano del dormitorio delle mondine, parte del Conservatorio del Riso (Tenuta Colombara, Livorno Ferraris).

## La riseria
All'interno della Tenuta Colombara è stata realizzata anche la filiera completa di una riseria. I campi intorno alla Tenuta sono coltivati con riso Carnaroli, mentre all'interno della riseria sono presenti tutti i macchinari necessari alla lavorazione e al confezionamento del riso.